# Ficks lag
Ficks lagar beskriver diffusion. De härleddes av Adolf Fick efter att han, inspirerad av Thomas Graham, experimenterat på flöden och koncentrationer i saltvatten genom att låta salt diffundera mellan behållare med olika koncentration. Lagarna publicerades för första gången i Annalen der Physik år 1855 och har en stor mängd tillämpningar inom allt från medicin och växtvetenskap till klimatforskning och teknik. Utgångspunkten för lagarna är att en koncentrationsgradient i ett system kommer att leda till att ämnen diffunderar från ställen med högre koncentration till ställen med lägre koncentration.

## Ficks första lag
Då ingen tillförsel sker till ett system kommer halten av ett ämne att diffundera enligt formeln
{\displaystyle J=-D{\frac {dc}{dx}}}, där J står för flödet (substansmängd per areaenhet och tidsenhet), D för diffusionskoefficienten, c är koncentrationen och x är positionen. Ju större koncentrationsgradienten är, i till exempel en lösning, desto större blir flödet av substansmängd per areaenhet och tidsenhet.
I två eller fler dimensioner ges Ficks första lag istället av
{\displaystyle J=-D\nabla c}
där {\displaystyle \nabla } i detta fall symboliserar gradienten och ger en motsvarighet till derivata i flera dimensioner.

### Härledning

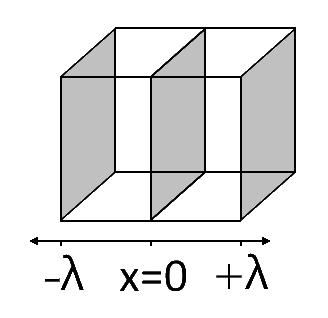
Flödet genom planet vid x=0 beror på flödet genom planen en fri medelväglängd bort.

Om {\displaystyle \lambda } betecknar den fria medelväglängden, innebär detta att en partikel som färdas rakt från en punkt {\displaystyle x=\pm \lambda } mot punkten {\displaystyle x=0} i medeltal hinner precis fram till punkten {\displaystyle x=0} innan den kolliderar med en annan partikel.
Om koncentrationen i en punkt {\displaystyle x=0} är {\displaystyle c(0)} kan koncentrationen, {\displaystyle c(\lambda )}, i punkten {\displaystyle x=\lambda }, beskrivas enligt
{\displaystyle c(\lambda )=c(0)+\lambda {\Biggl (}{dc \over dx}{\Biggr )}_{x=0}}
Det gäller även att koncentrationen i punkten {\displaystyle x=-\lambda }, dvs. {\displaystyle c(-\lambda )}, kan beskrivas på liknande vis enligt
{\displaystyle c(-\lambda )=c(0)-\lambda {\Biggl (}{dc \over dx}{\Biggr )}_{x=0}}
Formlerna ovan ges av de första två termerna i Taylorutvecklingen för {\displaystyle c(x)}, runt {\displaystyle x=0}, och ger en bra approximation av verkligheten eftersom {\displaystyle \lambda } är mycket litet.
Om vi antar att alla partiklar rör sig enbart i x-riktningen kan vi bestämma det totala flödet igenom ett plan vid punkten {\displaystyle x=0}. Detta genom att betrakta flödet mot {\displaystyle x=0} igenom planen vid {\displaystyle x=\pm \lambda }. Dvs. flödet från planet vid {\displaystyle x=-\lambda } i positiv x-riktning och flödet från planet vid {\displaystyle x=\lambda } i negativ x-riktning, se bilden till höger.
Flödet {\displaystyle J(x)}i positiv riktning genom punkten {\displaystyle x}, beror på partikeldensiteten, alltså koncentrationen, i punkten. Det beror även på fördelningen av partiklarnas hastighet. Om {\displaystyle c(x)} är koncentrationen i punkten {\displaystyle x}, {\displaystyle v_{x}}är en viss hastighet i x-riktningen och {\displaystyle f(v_{x})} ger andelen partiklar med denna givna hastighet, så kan flödet {\displaystyle J(x)} bestämmas med följande integral,
{\displaystyle J(x)=c(x)\int _{0}^{\infty }v_{x}f(v_{x})dv_{x}}.
Genom att använda formeln för hastighetsfördelningen och lösa integralen får vi
{\displaystyle J(x)=c(x)\int _{0}^{\infty }v_{x}f(v_{x})dv_{x}=c(x)\int _{0}^{\infty }v_{x}{\Biggl (}{\frac {m}{2\pi kT}}{\Biggr )}^{1/2}e^{-mv_{x}^{2}/2kT}dv_{x}}
{\displaystyle =c(x){\Biggl (}{\frac {kT}{2\pi m}}{\Biggr )}^{1/2}={\frac {1}{4}}v_{medel}c(x)}.
I det sista steget användes sambandet
{\displaystyle v_{medel}={\Biggl (}{\frac {8kT}{\pi m}}{\Biggr )}^{1/2}},
där {\displaystyle v_{medel}} är partiklarnas medelhastighet i x-riktningen.
Med hjälp av uttrycket för {\displaystyle J(x)}, kan vi nu beräkna flödet {\displaystyle J(-\lambda )} i positiv x-riktning genom planet vid punkten {\displaystyle x=-\lambda },
{\displaystyle J(-\lambda )={\frac {1}{4}}v_{medel}c(-\lambda )={\frac {1}{4}}v_{medel}{\Biggl [}c(0)-\lambda {\Biggl (}{dc \over dx}{\Biggr )}_{x=0}{\Biggr ]}}
Likadant får vi flödet {\displaystyle J(\lambda )} i negativ x-riktning genom planet vid punkten {\displaystyle x=\lambda },
{\displaystyle J(\lambda )={\frac {1}{4}}v_{medel}c(\lambda )={\frac {1}{4}}v_{medel}{\Biggl [}c(0)+\lambda {\Biggl (}{dc \over dx}{\Biggr )}_{x=0}{\Biggr ]}}
Det totala flödet genom planet vid punkten {\displaystyle x=0}, ges av flödet i positiv riktning från {\displaystyle J(-\lambda )} subtraherat med flödet i negativ riktning från {\displaystyle J(\lambda )}. Vi får då
{\displaystyle J_{Total}=J(-\lambda )-J(\lambda )=-{\frac {1}{2}}v_{medel}\lambda {\Biggl (}{dc \over dx}{\Biggr )}_{x=0}}.
Detta samband är dock inte helt riktigt då vi i uträkningarna ovan antog att alla partiklar endast rörde sig i x-riktningen. Om partiklarna rör sig snett hinner de i medeltal inte från {\displaystyle x=\pm \lambda } till {\displaystyle x=0} innan de kolliderar med andra partiklar. Vid kollision kan en partikeln antingen kollidera bort från planet vid {\displaystyle x=0}, och då inte bidra till flödet, eller kollidera mot planet vid {\displaystyle x=0} och ändå bidra till flödet. För att ta hänsyn till detta måste vi ta riktningsmedelvärdet av hastigheten. Detta ger i praktiken en minskning av det totala flödet med en faktor {\displaystyle 2/3}. Detta ger följande uttryck för det totala flödet,
{\displaystyle J_{Total}=-{\frac {1}{3}}v_{medel}\lambda {\Biggl (}{dc \over dx}{\Biggr )}_{x=0}}
Då {\displaystyle v_{medel}} och {\displaystyle \lambda } är konstanter som beror på det flödande ämnets egenskaper kan de bakas ihop till en ny konstant
{\displaystyle D={\frac {1}{3}}v_{medel}\lambda }.
Det är denna konstant som kallas för diffusionskoefficienten och med den får vi
{\displaystyle J_{Total}=-D{\Biggl (}{dc \over dx}{\Biggr )}_{x=0}}
vilket skulle visas.

## Ficks andra lag
För dynamiska system där koncentrationen i sin helhet kan minska eller öka beskrivs diffusionen av
{\displaystyle {\frac {\partial c}{\partial t}}=D{\frac {\partial ^{2}c}{\partial x^{2}}}}, med samma beteckningar som ovan.
I två eller fler dimensioner ges Ficks andra lag istället av
{\displaystyle {\frac {\partial c}{\partial t}}=D\nabla ^{2}c},
där {\displaystyle \nabla ^{2}} är Laplaceoperatorn, som ibland även betecknas med {\displaystyle \Delta }, och ger en motsvarighet till andraderivata i flera dimensioner.

### Härledning från Ficks första lag
Om {\displaystyle J(x)} beskriver flödet i en viss punkt {\displaystyle x} ges det, enligt Ficks första lag, av
{\displaystyle J(x)=-D{d \over dx}c(x)}.
Flödet i en punkt {\displaystyle dx} längdenheter bort, det vill säga i punkten {\displaystyle (x+dx)}, ges av {\displaystyle J(x+dx)} som enligt Ficks första lag beskrivs av
{\displaystyle J(x+dx)=-D{d \over dx}c(x+dx)}.
Det gäller att
{\displaystyle c(x+dx)=c(x)+dx{d \over dx}c(x)},
och flödet {\displaystyle J(x+dx)} kan således skrivas om till
{\displaystyle J(x+dx)=-D{\biggl (}{d \over dx}c(x)+{\biggl (}{d^{2} \over dx^{2}}c(x){\biggr )}dx{\biggr )}}.

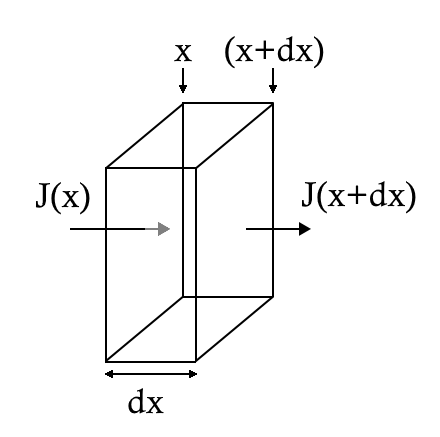
Flödet in och ut ifrån området mellan två plan vid punkterna x respektive (x+dx).

Om vi sätter två plan vid punkten {\displaystyle x}, respektive {\displaystyle (x+dx)}, så beskriver {\displaystyle J(x)} och {\displaystyle J(x+dx)} hur partiklar flödar in och ut från området mellan planen, se bilden till höger. Om flödena är identiska kommer det att flöda in och ut lika stor mängd partiklar mellan planen och då blir koncentrationen, {\displaystyle c(x,t)}, mellan planen konstant. Om flödena istället är olika kommer detta att resultera i en förändring av koncentrationen över tid. Om planens areor är lika stora kommer skillnaden i flöde vara proportionell mot skillnaden i koncentration och detta beskrivs i sambandet nedan.
{\displaystyle {d \over dt}c(x,t)={d(J(x)-J(x+dx)) \over dx}}
{\displaystyle ={d \over dx}{\Biggl [}-D{d \over dx}c(x)-{\Biggl (}-D{\biggl (}{d \over dx}c(x)+{\biggl (}{d^{2} \over dx^{2}}c(x){\biggr )}dx{\biggr )}{\Biggr )}{\Biggl ]}}
{\displaystyle =D{\frac {d^{2}}{dx^{2}}}c(x)}
vilket skulle visas.

### Liknande lagar
Ficks andra lag liknar många av de andra flödeslagar som upptäcktes under 1800-talet. Till exempel Joseph Fouriers värmeledningsekvation, som beskriver hur värme flödar, och Ohms lag, som beskriver laddningsflöde.